# Zlámanecký potok
Der Zlámanecký potok ist ein linker Nebenfluss der Březnice in Tschechien.

## Geographie
Der Zlámanecký potok entspringt am nordwestlichen Fuße des Doubí in der Vizovická vrchovina. Seine Quelle liegt zwischen Doubravy und Zlámanec bei der Ortschaft Paseky. Der Lauf des Baches führt über Zlámanec, Mladé, Svárov und Nedachlebice nach Südwesten. In Bílovice mündet der Zlámanecký potok schließlich in die Březnice.
Der Zlámanecký potok hat eine Länge von 10,8 km, sein Einzugsgebiet beträgt 41 km².

## Zuflüsse
- Neradovský potok (l), Zlámanec
- Částkovský potok (l), bei Částkov
- Lipinský potok (l), Nedachlebice
- Olšoveček (l), unterhalb Nedachlebice